# Richard Laird Warren
El almirante Richard Laird Warren fue un oficial de la Royal Navy que llegó a desempeñarse como comandante en jefe de The Nore, responsable de los subcomandos de Chatham, Londres, Sheerness, Harwich y Humber.

## Biografía
Richard Laird Warren nació en 1806 en Escocia, hijo mayor del vicealmirante Frederick Warren y de Mary Laird.
Se unió a la marina británica el 1 de agosto de 1822. El 1 de enero de 1829 fue ascendido a teniente y obtuvo su primera comisión. Sirvió al siguiente año en el HMS Victory, buque insignia de Sir Robert Stopford en Portsmouth, y en el HMS Saphire (capitán William Wellesley).
Sirvió luego en el HSM Ises como teniente de su padre en el Cabo de Buena Esperanza.
El 24 de diciembre de 1833 fue promovido a comandante. El 21 de septiembre de 1835 obtuvo su primer comando, el HMS Snake, asignado a la estación naval de North America and West India. El 13 de octubre de 1836 asumió el mando del HMS Serpent. 
El 9 de mayo de 1839 fue promovido al rango de capitán, el 4 de agosto de 1841 fue puesto al frente del HMS Magicienne, asignado a la estación del Mar Mediterráneo y el 20 de julio de 1847 del HMS Trincomalee con el que fue destinado al control del tráfico de esclavos en la North America and West Indies Station.
El 19 de diciembre de 1853 fue puesto al frente del HMS Cressy, estacionado en Sheerness hasta que durante la Guerra de Crimea operó en el Mar Báltico.
El 13 de febrero de 1858 fue promovido a contralmirante. El 9 de abril de 1861 fue nombrado comandante en jefe de la estación naval británica en la costa sudeste de Sudamérica. Allí fue uno de los protagonistas de la llamada Cuestión Christie, grave conflicto que llevó a la ruptura de relaciones diplomáticas entre el Imperio de Brasil y Gran Bretaña. 
El 5 de mayo de 1865 fue ascendido a vicealmirante. El 5 de abril de 1869 se hizo cargo del comando Nore y tras ser ascendido el 1 de abril de 1870 a almirante, pasó el día 5 a retiro.
Falleció el 29 de julio de 1875 en Southsea, Inglaterra.
El 25 de abril de 1844 había contraído matrimonio con Eleanor Charlotte, segunda hija de Pelham Warren M.D., de Worting House, Hampshire, con quien tuvo seis hijos y cuatro hijas.